# Arnold Martini

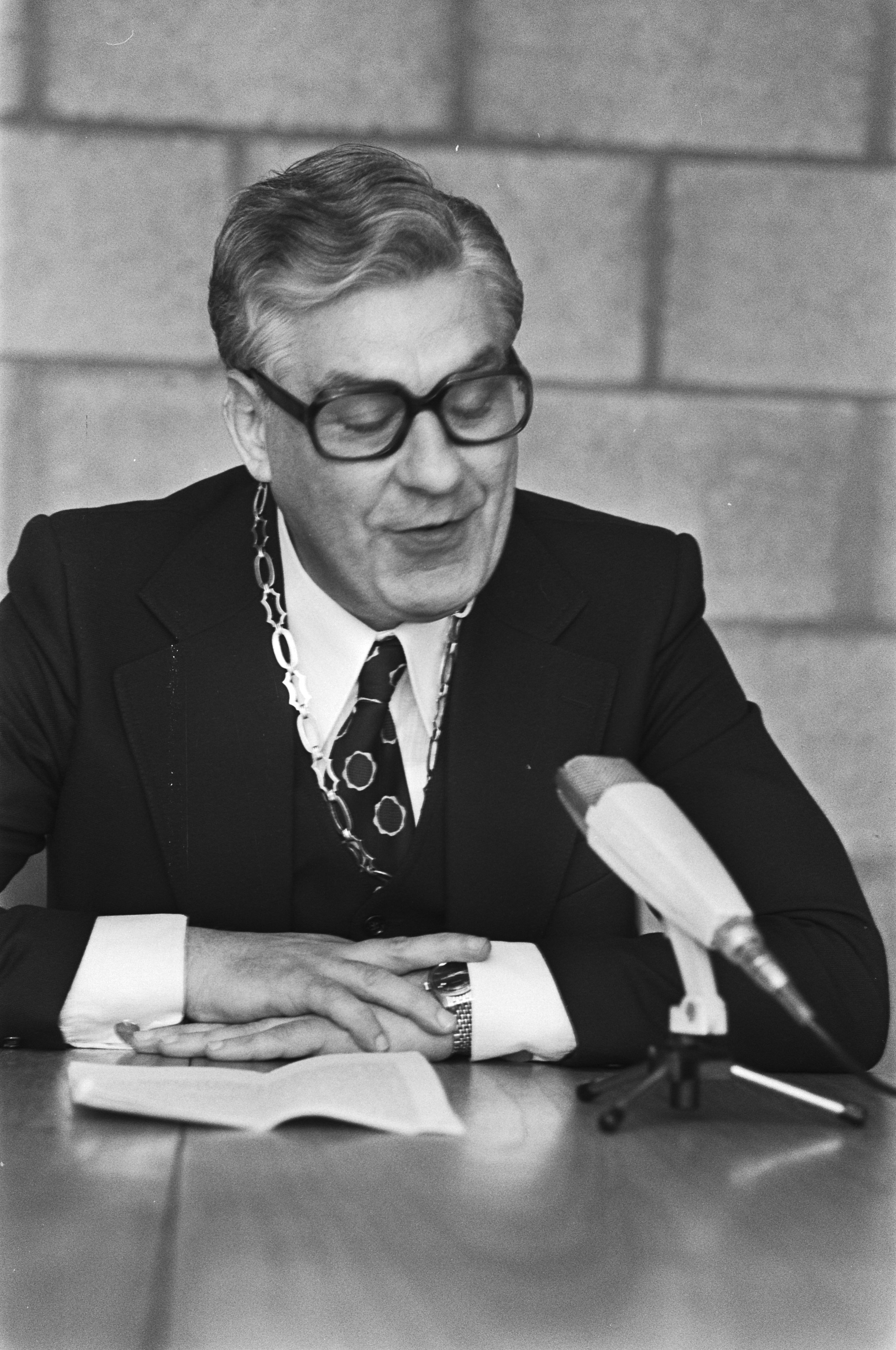
A. Martini bij zijn installatie als burgemeester van Landsmeer (1976)

Arnoldus (Arnold) Martini (Amsterdam, 3 september 1922 – Heemstede, 21 november 1997) was een Nederlands politicus van D66 (destijds nog geschreven als D'66).
Hij is directeur geweest van een internationaal transportbedrijf en was transportadviseur toen hij begin 1969 de voorzitter werd van de Amsterdamse afdeling van D66. Bij de gemeenteraadsverkiezingen van 1970 kwam hij als D66-lijsttrekker in de Amsterdamse gemeenteraad. Daarnaast was Martini van 1971 tot 1974 voor die partij lid van de Eerste Kamer. Daarna was hij zelfstandig transportadviseur bij de Inkoop Centrale Nederland voor hij in maart 1976 burgemeester van Landsmeer werd. Die functie gaf hij in maart 1983 op vanwege gezondheidsproblemen. Eind 1997 overleed hij op 75-jarige leeftijd.

## Privé
Zijn echtgenote, de atlete Martha Adema, werd in 1946 samen met onder andere Fanny Blankers-Koen tijdens de Europese atletiekkampioenschappen in Oslo kampioen op de 4 x 100 m. Haar tweelingzus en eveneens atlete Janny Adema was getrouwd met André Kloos die in dezelfde periode als Martini Eerste Kamerlid was.